# Metaperipatus blainvillei
Metaperipatus blainvillei är en klomaskart som först beskrevs av Gay in Gervais 1837.  Metaperipatus blainvillei ingår i släktet Metaperipatus och familjen Peripatopsidae. Inga underarter finns listade i Catalogue of Life.